# Alah nije obvezan
Alah nije obvezan je roman Ahmadoua Kouroume objavljen 2000. godine. Iste je godine osvojio Renaudotovu nagradu (Prix Renaudot) i Goncourtovu nagradu (Prix Goncourt). Roman donosi detaljnu sliku djece vojnika u ratom pogođenoj Zapadnoj Africi te otkriva način na koji su nevinost i bezbrižnost djece ugrožene strahotama rata.

## Povijesni i književni kontekst
Priča romana odvija se 1993. godine, za vrijeme Prvog građanskog rata u Liberiji u Africi. Taj je rat poznat kao najduži i najnasilniji od svih ratova u Africi, koji je kroz dva desetljeća uzimao danak nedužnim žrtvama. Nije uništio samo Liberiju, već i Sierra Leone, čija se područja isto tako spominju u romanu. Rat u Sierra Leoneu započeo je upravo zbog situacije u susjednoj zemlji. To je glavni razlog zbog kojeg su mnoge obitelji bile prisiljene gledati užase rata u svojoj vlastitoj zemlji, ili bježati u susjedne zemlje, koje su često bile u lošijem stanju. Rat u Liberiji završio je 1997. godine, dok se u Sierra Leoneu on produžio sve do 2002. godine.

## Stil
Stil djela je vrlo jednostavan i pripovijedanje se odvija u prvom licu. Kako pripovjedač govori o prošlim događajima, djelo obiluje opisima i sadrži vrlo malo izravnog djelovanja. Birahima je pripovjedač, ali i protagonist romana. Koristi objašnjenja brojnih francuskih i afričkih riječi koje prevodi za čitatelja uz pomoć svoja četiri rječnika. Zbog toga je djelo prepuno definicija. Pisac koristi dijete vojnika kao centralnu osobnost, pa se tako snažno očitava njegova politička i socijalna pobuna koja je vidljiva u naraciji. Sam roman protkan je tužnim i crnim tonovima prilikom opisivanja slika rata, no pisac se trudi osvijetliti ih crnim humorom: „Moja majka vukla se guzovima po podu. Wallahi (u Alahovo ime)! Vukla se obama guzovima.“ ("Ma maman marchait sur les fesses. Walahé (au nom d’Allah) ! Sur les deux fesses.") Autor istovremeno koristi i ponavljanje tog humora kroz djelo. Ponavljanje drugih rečenica često daje gotovo poetičnu vrijednost. Roman je zaokruženo djelo, jer Birahima završava svoju priču na način da ga njegov rođak moli da mu ispriča sve što mu se dogodilo.

## Značaj djela za povijest književnosti
Povijest frankofone književnosti obogaćena je ovim romanom jer su afričke kolonije do nedavno bile vrlo zatvorene, ponajviše zbog političke situacije. Možemo reći da je postojao svojevrsni zid iza kojeg su živjeli pripadnici kolonija za koje ostatak svijeta nije znao. Kourouma je uspio srušiti taj zid i približiti čitateljskoj publici strahote i nasilje rata isprepletenih komičnim situacijama u nekadašnjim kolonijama. Koristeći mnoge stvarne osobnosti iz političko-vojnog života, radi kolaž fikcije i zbilje te se tako približava čitateljskoj publici čiju svijest pokušava probuditi jednostavnim, jasnim i izravnim jezikom, jezikom lišenim svih nejasnoća.

## Sažetak radnje
Glavni lik romana, Birahima, ili kako on sam sebe naziva, „mali crnac“ (p'tit negre) je dijete od desetak ili dvanaestak godina. Da bi ispričao svoju životnu priču, koristi četiri rječnika jer se ne zna pravilno služiti francuskim jezikom. Priča počinje u malom selu u Gvineji zvanom Togobala, nedaleko od granice s Obalom Bjelokosti, kada Birahimina majka umire od čira. Birahima postaje pravo dijete ulice bez oca i majke (koji je umro prije majke), te odlazi k svojoj teti Mahan u Liberiju kako bi mogao ići u školu. Na putu do Liberije uz Birahimu putuje suputnik Yacouba. Kada stižu u Liberiju, dolaze u kamp pobunjeničke skupine NPFL (National Patriotic Front of Liberia, Narodna patriotska fronta Liberije) kamo ih je poslao pukovnik Papa le bon. Birahimi daju kalašnjikov, sitne porcije hrane i male količine droge kako bi ostao poslušan te malu plaću. Postaje dijete vojnik. Tamo pronalazi novog prijatelja, pripadnika skupine ULIMO (United Liberian Movement of Liberia, Ujedinjeni pokret za oslobođenje Liberije) s kojim odlazi u Sanniquellie. Tamo predaju svoja oružja i bivaju uhićeni. Sestra diktatora Samuela Doea zapovjednica je dječje vojske u Sanniquellie. Jedne noći u kamp dolaze razbojnici i ubijaju dva časnika te bježe prema Niangbou. Djeca vojnici ih slijede, i u Niangbou se bore protiv stanovnika sela. Birahima saznaje od prijatelja Sekoua da u tom selu živi njegova teta Mahan, ali je pobjegla prije nekoliko dana. Yacouba i Birahima kreću putem Monrovije, na jug. Tamo ih uhićuju pod sumnjom da se bave magijom. Nakon masovnog ubojstva djece vojnika pod zapovjedništvom Princea Johnsona i napada na Marie-Béatrice, glavarice najveće katoličke institucije u Monroviji, Birahima i Yacouba susreću se sa Sekouom koji im govori kako je Mahan u Sierra Leoneu. Oni je tamo odlaze tražiti i dolaze na područje koje je okupirao Foday Sankoh. Ovdje ih zatvaraju pripadnici skupine RUF (Revolutionary United Front – Ujedinjena revolucionarna fronta), koji amputiraju ruke ljudi kako više ne bi mogli glasati. Pleme zvano Kamajori napada kamp i svi zapovjednici kampa nestaju. Birahima i Yacouba ostaju sami i Kamajori ih zatvaraju. Kada su konačno preživjeli ekstremne uvjete i glad u zatvoru, Kamajori ih oslobađaju. Zatim odlaze u vojsku Johnnyja Korome s kojom odlaze prema zapadu u Sierra Leoneu. Birahima et Yacouba pronalaze Sekoua koji im govori kako se Mahan nalazi u zatočeništvu El Hadjija Korome. Bježe iz vojske i nakon nekoliko dana susreću Saydona, rođaka koji je isto tako u potrazi za Mahan. Dolaze u kamp gdje ostaju tri mjeseca. Kasnije saznaju da je Mahan stigla u kamp vrlo bolesna. Imala je malariju i četvrti dan nakon dolaska je umrla. Svi su se pomolili za nju nad masovnom grobnicom. Birahima, Saydou, Yacouba i Sekou odlučili su naposljetku kako će svatko od njih nabaviti novi identitet. Birahima je ispričao svoju životnu priču rođaku Mamadouu.

## Zanimljivosti
Naslov koji pobuđuje radoznalost dao je upravo glavni lik, Birahima, koji na početku romana kaže: "Odlučio sam da je konačni i potpuni naslov mog blablabla Alah nije obvezan biti pravedan u svim tim zemaljskim stvarima." ("Je décide le titre définitif et complet de mon blablabla est Allah n’est pas obligé d’être juste dans toutes ses choses ici-bas.") Alah je u ovom djelu pasivna osobnost; autor se pita djeluje li on pasivno ili aktivno u strašnim scenama rata. Mogli bi reći da se Kourouma poigrava i religijskim pitanjima, te Folorunso smatra da bi ga mogli okarakterizirati kao "komunističkog ideologa" koji isključuje boga iz ljudske egzistencije.